# Epidius rubropictus
Epidius rubropictus es una especie de araña cangrejo del género Epidius, familia Thomisidae.

## Distribución
Esta especie se encuentra en Asia: China, Vietnam e Indonesia (Sumatra).

## Taxonomía
Fue descrita por Simon en 1909.
Tratamiento taxonómico
La especie aparece registrada y publicada en Etude sur les arachnides du Tonkin (1re partie). Bulletin Scientifique de la France et de la Belgique 42: 69–147.